# Theodor Frings
Theodor Frings (23. července 1886 Dülken – 6. června 1968 Lipsko) byl německý jazykovědec, germanista a etymolog.

## Život
Frings promoval v roce 1911 na univerzitě v Marburgu. Roku 1919 se stal profesorem německé a nizozemské filologie na univerzitě v Bonnu. V roce 1927 byl jmenován profesorem germanistiky na univerzitě v Lipsku. Mezi léty 1946 a 1968 byl prezidentem Saské akademie věd v Lipsku.

## Dílo
- Seznam děl v Souborném katalogu ČR, jejichž autorem nebo tématem je Theodor Frings